# SN 1985R
SN 1985R – supernowa typu II odkryta 16 listopada 1985 roku w galaktyce IC1809. W momencie odkrycia miała maksymalną jasność 17,40m.